# World Racing 2
World Racing 2 es un videojuego de carreras desarrollado por Synetic y publicado por Playlogic Entertainment. La localización del juego en ruso y su posterior publicación en Rusia y países de la CEI fue manejada por la firma "Akella".
World Racing 2 fue lanzado el 29 de septiembre de 2005 para Xbox y Windows. También había una versión de PlayStation 2 en desarrollo, pero el trabajo se canceló.
En 2003, la primera parte del juego se lanzó en Windows, Xbox y GameCube. Mercedes-Benz World Racing; a diferencia de la segunda parte, se centra exclusivamente en los vehículos Mercedes-Benz. Ambos juegos usan un motor de juego 3D Landscape Engine, pero World Racing 2 usa una versión posterior y refinada.

## Jugabilidad
La jugabilidad de World Racing 2 es bastante típica de los simuladores de carreras de arcade y es similar en muchos aspectos a la primera parte del juego, Mercedes-Benz World Racing, y con juegos como Need for Speed: Porsche Unleashed.
El jugador debe pasar por "campeonatos": etapas con un cierto número de pistas, en las que se divide el juego, y "desbloquear" pistas y coches previamente inaccesibles. El juego cuenta con más de cien pistas de carreras. Los países que albergan la competencia son Italia, Egipto, EE. UU. (Miami y Hawái).

 En total, el juego presenta más de cuarenta modelos de autos de marcas como Alfa Romeo, Volkswagen, Skoda, AC Cars, Mercedes-Benz, Rinspeed y Wiesmann. El automóvil se controla con el teclado. Existe la posibilidad de jugar con volante.

## Motor de juego
El juego de computadora World Racing 2 utiliza un motor de juego de su propio diseño por Synetic, llamado 3D Landscape Engine. Una de las características distintivas de esta tecnología es que funciona bien con grandes espacios abiertos. La tecnología también admite efectos meteorológicos, sombras dinámicas que cambian según la iluminación, shader agua con ondas y refracción, reflejos en los coches. Particle System es responsable de pulverizar el agua y el polvo de la carretera.
Versiones posteriores y mejoradas del motor se utilizaron en todos los desarrollos posteriores de la empresa Synetic.

## Desarrollo
Originalmente se planeó que el juego se enfocara en autos de Volkswagen, similar a la primera entrega, "Mercedes-Benz World Racing", que se enfoca en autos de Mercedes-Benz. Posteriormente apareció información más detallada: se conoció que en World Racing 2 también habrá autos subsidiarias de la empresa Volkswagen: Audi, Bentley, Lamborghini, Skoda y Seat.
Las primeras capturas de pantalla del juego aparecieron a principios de octubre de 2004. Representaban carreras en automóviles Volkswagen contra un telón de fondo de paisajes naturales tridimensionales. En las noticias del sitio TeamXbox del 6 de octubre de 2004, además de los marcos del juego, también se proporciona otra información, por ejemplo, que World Racing 2 utilizará primero el motor de juego modificado piezas con sombras e iluminación mejoradas, así como nuevos efectos de suciedad y polvo de la carretera; Se menciona que los coches serán más elaborados y aumentarán las posibilidades de su individualización (es decir, cambiar la apariencia del coche por parte del jugador).

 Noticias del 11 de noviembre de 2004 informan que el legendario automóvil inglés AC Cobra de AC Cars también estará presente en el juego de 1961 a 1967. También se cita un mensaje de un representante de una empresa automotriz, en el que dice que los empleados de la preocupación están satisfechos con la parte tecnológica del juego y la forma en que se recreó el automóvil en el espacio virtual.
Hasta fin de año, hubo noticias de que el juego tendrá la capacidad de pegar películas de vinilo en máquinas virtuales, cambiando así su apariencia (es de destacar que este énfasis del juego se elaboró en cooperación con la empresa CFC CarFilm Components, cuya especialización es producción de vinilo); sobre el sistema desarrollado de daños al automóvil; y que la chica, Isabel, ganadora del concurso de belleza de la sucursal alemana de la revista FHM, actuará como símbolo del juego.
A finales de diciembre de 2004, se presenta el primer tráiler "World Racing 2", que muestra la jugabilidad.
A finales de febrero de 2005, apareció información sobre las ubicaciones en el juego donde se llevarán a cabo las carreras. Mencionó Egipto, Hawái, Italia, Miami. En abril, hay un segundo video que muestra el juego, y más tarde, en junio, aparecieron nuevas capturas de pantalla.
El juego fue lanzado de 29 de septiembre de 2005. Se han lanzado varios parches y demos para World Racing 2.

## Recepción
El juego recibió críticas mixtas a negativas según Metacritic.

### Xbox
La versión de Xbox recibió puntuaciones de GameSpot e IGN. Esos sitios web fueron negativos.
El crítico de GameSpot, Aaron Thomas, dijo que "World Racing 2 hace un par de mejoras clave en su predecesor, pero sigue siendo un esfuerzo deficiente". Thomas elogió el juego por los impresionantes daños de los autos, las pistas y los modelos de carrera, y muchas mejoras. Las críticas incluyeron mejoras que no son divertidas, jugabilidad, menús, presentación y sonidos.
El revisor de IGN, Douglass C. Perry, dijo: "Synetic tiene una base básica en la buena física del automóvil y una inteligencia artificial mejor que el promedio, lo que le da a World Racing 2 un nivel subyacente de calidad. Desafortunadamente, su presentación deficiente, su diseño de pista tosco y sus horribles diseños de automóviles se suma al pobre sentido de equilibrio y justicia del juego". A Perry le gustaron las mejoras y también la resolución de 480p, pero criticó la jugabilidad y la música. El sistema de reproducción recibió comentarios mixtos.
Otras revisiones incluyen Official Xbox Magazine (5/10) y la edición del Reino Unido (5.3/10).

### Windows
Aaron Thomas también revisó la versión para PC de GameSpot. Dijo que "World Racing 2 hace un par de mejoras clave en su predecesor, pero sigue siendo un esfuerzo deficiente". Thomas elogió el juego por los impresionantes daños de los autos, las pistas y los modelos de carrera, y muchas mejoras. Afirma que la PC tiene juegos en línea y mejores gráficos que la versión de Xbox, lo que aumenta la puntuación. También criticó las mejoras que no son divertidas, jugabilidad, menús, presentación y sonidos.
Otras revisiones incluyen PC Gamer (6.8/10).

### PlayStation 2
La versión de PlayStation incluye PlayStation 2 Mag (5/10) y Total Video Games (7/10).